# Lasserade
Lasserade település Franciaországban, Gers megyében. Lakosainak száma 180 fő (2022. január 1.). Lasserade Beaumarchés, Couloumé-Mondebat, Loussous-Débat, Plaisance, Pouydraguin és Tasque községekkel határos.

## Népesség
A település népességének változása:
| Lakosok száma | 295  | 251  | 211  | 206  | 210  | 206  | 197  | 190  | 187  | 180  |
|               | 1968 | 1982 | 1990 | 2006 | 2013 | 2015 | 2017 | 2019 | 2020 | 2022 |